# Monogenismo
El monogenismo o, a veces, la monogénesis es la teoría de los orígenes humanos que plantea un descenso común para todas las razas humanas. La negación del monogenismo es el poligenismo. Este tema se debatió acaloradamente en el mundo occidental en el siglo XIX, ya que los supuestos del racismo científico fueron objeto de escrutinio tanto de grupos religiosos como a la luz de los avances en las ciencias de la vida y las ciencias humanas. Fue parte integral de las primeras concepciones de la etnología. 
Las opiniones científicas modernas favorecen esta teoría, y el modelo más aceptado para los orígenes humanos es la teoría "Fuera de África". 

## En las religiones abrahámicas
La creencia de que todos los seres humanos descienden de Adán es fundamental para el judaísmo, el cristianismo y el islam tradicionales. El monogenismo cristiano jugó un papel importante en el desarrollo de una literatura afroamericana sobre raza, más vinculada a la teología que a la ciencia, hasta la época de Martin Delany y sus Principia of Ethnology (1879). La etnología bíblica es un término que se aplica al debate y la investigación sobre los relatos bíblicos, tanto de los primeros patriarcas como de la migración después del Diluvio de Noé, para explicar los diversos pueblos del mundo. El monogenismo como teoría basada en la Biblia requería tanto la integridad de las narrativas como la plenitud de su poder de explicación. Estos debates consagrados se vieron agudizados por el surgimiento de afirmaciones escépticas poligenistas; cuando Louis Agassiz expuso sus puntos de vista poligenistas en 1847, John Bachman y Thomas Smyth se opusieron por motivos bíblicos en su Unity of the Human Races. Los debates también contaron con la participación de Delany, y George Washington Williams defendió la monogénesis como el punto de partida de su historia pionera de los afroamericanos.

## Monogenismo ambientalista
El monogenismo ambientalista describe una teoría vigente en la primera mitad del siglo XIX, en particular, según la cual existía un solo origen humano, pero que la posterior migración de grupos de humanos los había sometido a diferentes condiciones ambientales. 
El ecologismo en este sentido se encontró en los escritos de Samuel Stanhope Smith. La teoría afirmaba que las diferencias percibidas, como el color de la piel humana, eran, por tanto, producto de la historia. Un proponente de este enfoque del monogenismo fue James Cowles Prichard. Se discutió en el contexto del conocimiento de la época de la lingüística histórica.
Prichard murió en 1848; en 1850, Robert Knox publicó The Races of Men, en el que argumentó las características físicas y mentales intrínsecas de las razas. Este trabajo fue una gran influencia para el caso anti-ambientalista y poligenista sobre la raza y los orígenes. En The Effect of Circumstances upon the Physical Man (1854), Frederick Douglass defendía un monogenismo ambientalista, siguiendo a Prichard, Bachman y Robert Gordon Latham, pero también en la tradición de Hosea Easton y James McCune Smith. Para Douglass, la monogénesis estaba estrechamente relacionada con el igualitarismo y su política de la humanidad negra.

## El monogenismo bajo ataque en Francia
En la Francia de la década de 1850, el monogenismo era un punto de vista pasado de moda. El poligenismo fue apoyado por médicos, antropólogos, taxónomos y zoólogos; y las asociaciones bíblicas del monogenismo se opusieron a él en los círculos científicos. Paul Topinard, uno de los primeros antropólogos físicos, asoció el monogenismo con el atraso y los estrechos horizontes intelectuales. Jean Louis Armand de Quatrefages de Bréau fue una de las principales voces francesas del monogenismo de la época. El debate se afianzó con el del libre pensamiento.

## Contención de mediados de siglo en el Reino Unido
Alrededor de 1850 el poligenismo fue una tendencia intelectual en ascenso. Por otro lado, el monogenismo conservó el apoyo de las sociedades científicas de Londres. La Sociedad Etnológica de Londres tenía la tradición monogenista de Thomas Hodgkin y James Cowles Prichard, continuando en Robert Gordon Latham. Otros de ese lado del debate fueron William Benjamin Carpenter, Charles Darwin, Edward Forbes, Henry Holland, Charles Lyell y Richard Owen. La dirección de la Sociedad Etnológica fue desafiada por James Hunt, un poligenista que se convirtió en secretario en 1859, y John Crawfurd, que fue presidente dos años después, quien creía en un gran número de grupos raciales creados por separado.
Frente a los defensores del poligenismo, el monogenismo recibió un segundo aire tras el reconocimiento de la antigüedad del hombre y la publicación casi simultánea de la teoría de la evolución de Darwin. Una vez que se eliminó la escala de tiempo bíblica de 6000 años, las objeciones al monogenismo ambientalista se debilitaron, ya que la hipótesis de "unidad y migración" de los orígenes de la diversidad humana podría operar durante decenas de miles de años. Dado que poligenistas como Hunt y Crawfurd se oponían a Darwin, el monogenismo se convirtió en parte de un debate más amplio sobre la evolución. 

## Biología, unidad específica y variedades del hombre
El poligenismo, en su forma biológica, afirmaba que diferentes razas correspondían a diferentes especies. El monogenismo, por lo tanto, atrajo el interés por la afirmación biológica de la "unidad específica", o teoría de una sola especie de la humanidad. Un argumento presentado contra el monogenismo en su forma ambientalista fue que involucraba una hipótesis lamarckiana sobre la herencia. Este punto de debate fue utilizado, por ejemplo, por Agassiz. James Lawrence Cabell argumentó que la referencia a Lamarck era irrelevante para determinar si la unidad específica era un hecho científico. La opinión de Cabell era la creación común de la humanidad, que tenía "variedades permanentes" en forma de razas.
Augustus Henry Keane en 1896 escribió sobre: 

[...] two assumptions, both strenuously denied by many ethnologists, firstly, that the Hominidæ descend from a single precursor, secondly, that their differences are comparatively slight, or not sufficiently pronounced to be regarded as specific.
[...] dos suposiciones, ambas enérgicamente negadas por muchos etnólogos, en primer lugar, que los Hominidæ descienden de un solo precursor, en segundo lugar, que sus diferencias son comparativamente leves, o no lo suficientemente pronunciadas para ser consideradas como específicas.
Augustus Henry Keane, 1896

Estos supuestos, argumentó Keane, justificarían poner la raza en pie de igualdad con el concepto botánico de variedad. Describió sus propios puntos de vista como "monogénesis poco ortodoxa". El monogenismo era compatible con la discriminación racial, a través del argumento de la disposición a aceptar la "civilización".

## Interfertilidad y unidad biológica
Se debatió la interfertilidad de las razas humanas, aplicándose a los argumentos de la especiación humana ya propuestos por Georges-Louis Leclerc de Buffon. El criterio de interfertilidad para una sola especie humana no fue aceptado universalmente, siendo rechazado, por ejemplo, por Samuel George Morton.
Charles Darwin consideró que la evidencia de la interfertilidad era concluyente y corroboraba la unidad biológica de la humanidad. Rechazó las afirmaciones de Paul Broca sobre la falta de fertilidad de las uniones de colonos europeos y aborígenes australianos, y se basó en los datos de John Bachman sobre la fertilidad de las personas mulatas (mestizas). Por otro lado, la teoría de Darwin admitía la idea de "variedades de hombre": no era ni puramente monogenista (en el sentido del término previamente utilizado) ni poligenista.

## Concepciones científicas modernas
En tiempos modernos, la comunidad científica favorece ampliamente el monogenismo debido a las pruebas que muestran que los humanos modernos comparten un origen evolutivo común en África.